# Sedum lucidum
Sedum lucidum är en fetbladsväxtart som beskrevs av Robert Theodore Clausen. Sedum lucidum ingår i Fetknoppssläktet som ingår i familjen fetbladsväxter. Inga underarter finns listade i Catalogue of Life.

## Bildgalleri

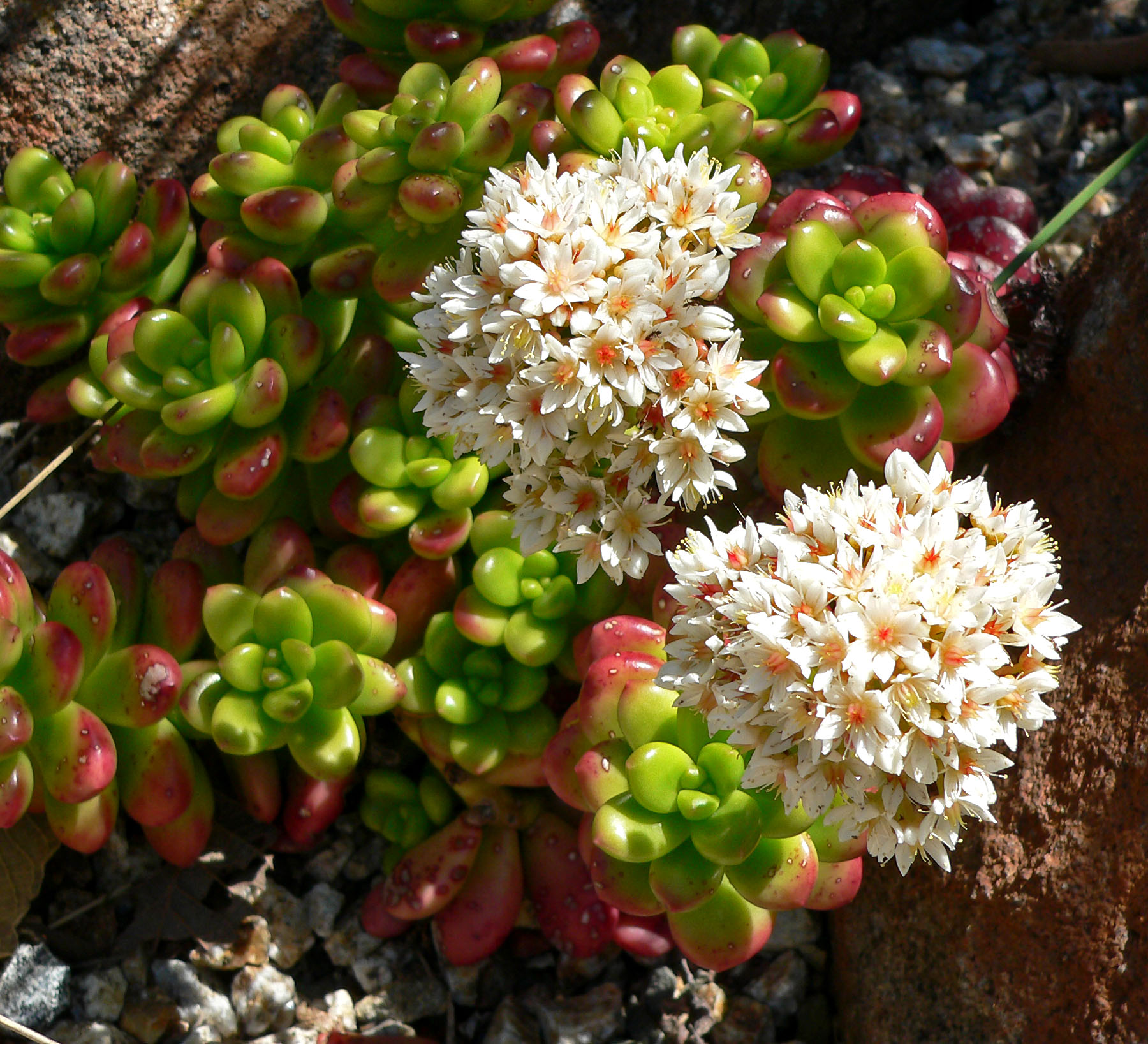
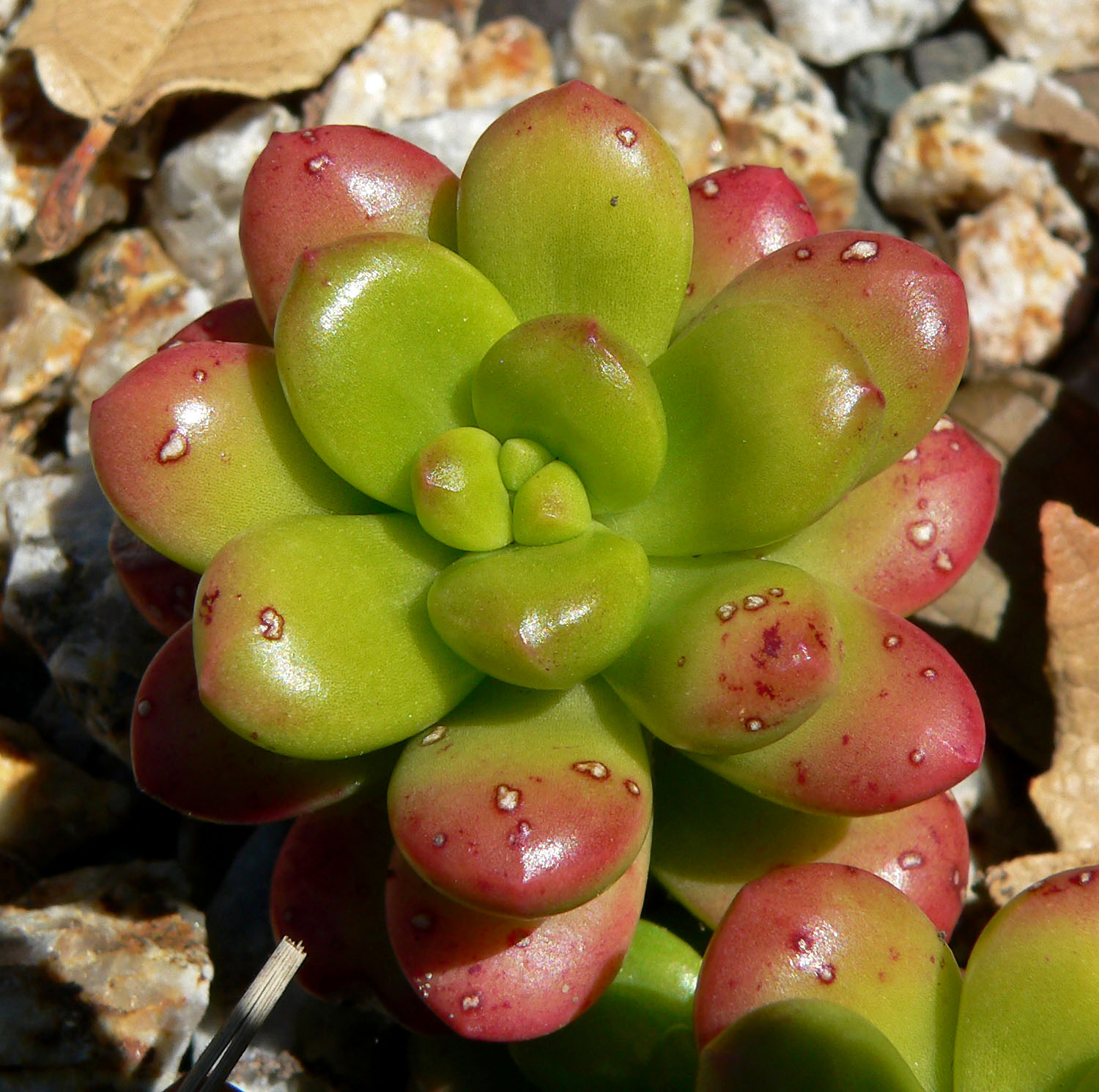
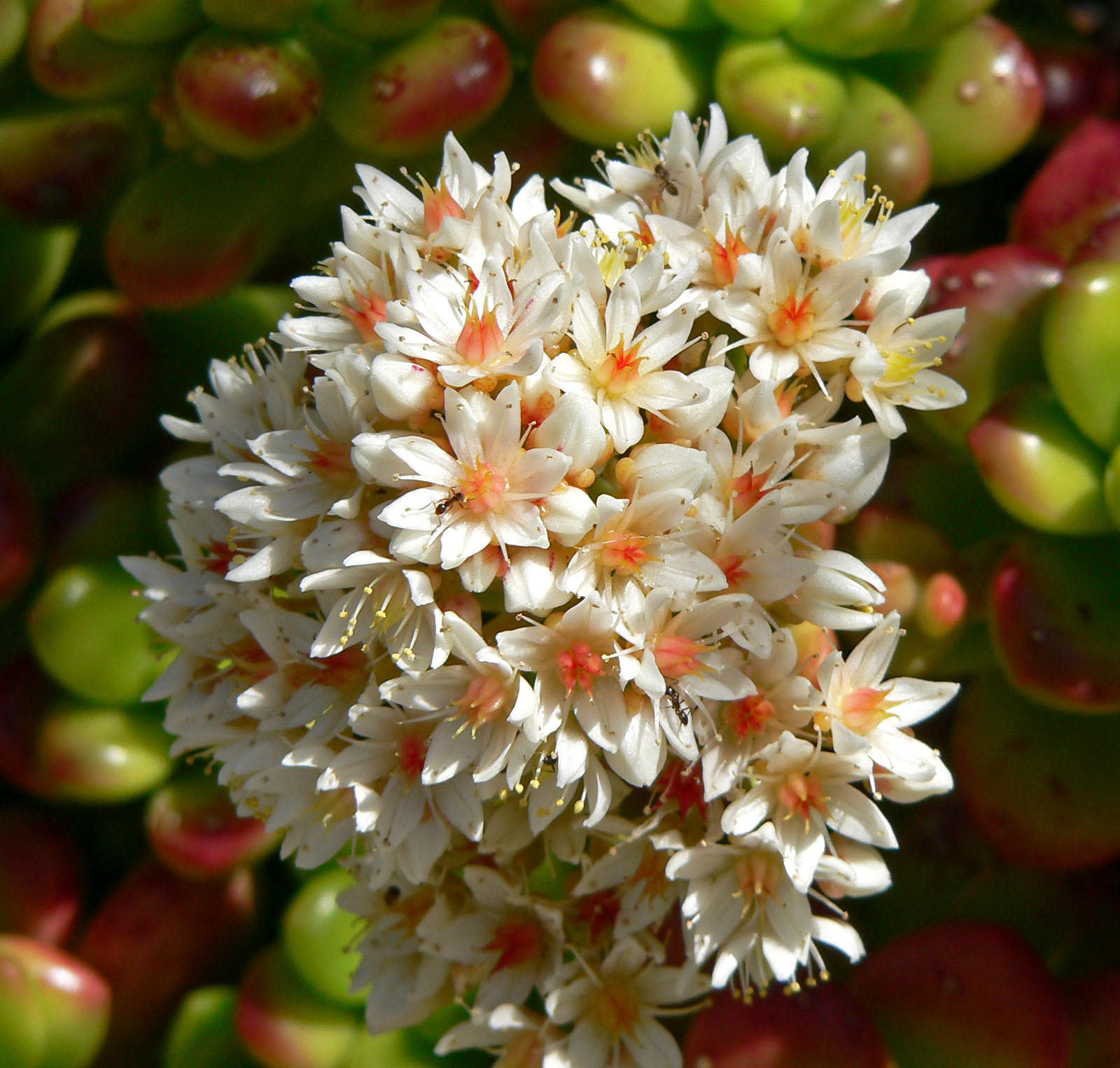
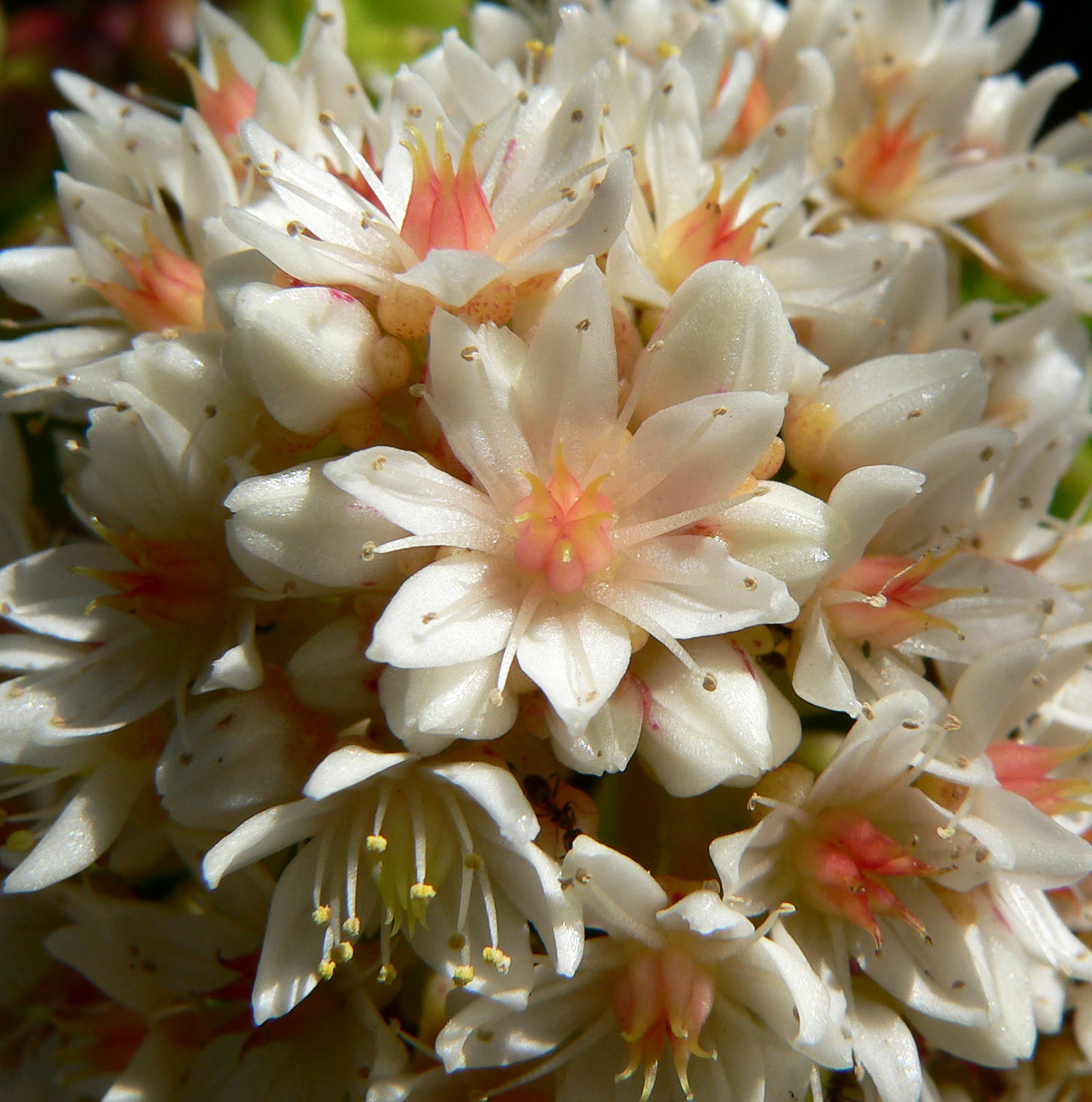